# حفیظ (اسماء الله الحسنی)
حفیظ (به عربی: الحفیظ) از اسمای حسنای خدا و با «محافظ» در معنا نزدیک و مفید مبالغه است.

## قرآن
واژه حفیظ ۸۰ بار در قرآن کریم به کار رفته‌است که تنها در سه مورد (هود / ۱۱، ۵۷؛ سبأ / ۳۴، ۲۱؛ شوری / ۴۲، ۶) صفت خداست.
براساس روایات، «حفیظ» و «حافظ» دو اسم از ۹۹ اسمی هستند که احصاء و حفظ آن‌ها مایه درآمدن به بهشت است.

## برای مطالعهٔ بیشتر
https://quran.isca.ac.ir/fa/Cyclopedia/240/70593 پرتال جامع علوم و معارف قرآن